# Livio Semelli
Livio Semelli (Saronno, 3 marzo 1903 – ...) è stato un calciatore italiano, di ruolo difensore.

## Carriera
Passa dallo Spezia all'Ambrosiana nella stagione 1928-1929. Dopo una presenza si trasferisce al Varese; milita poi nel Saronno e nella Bollatese.

## Statistiche

### Presenze e reti nei club
| Stagione          | Club              | Campionato          | Campionato | Campionato |
| Stagione          | Club              | Comp                | Pres       | Reti       |
| ----------------- | ----------------- | ------------------- | ---------- | ---------- |
| 1923-1924         | Spezia            | Divisione Nazionale | 15         | 0          |
| 1924-1925         | Spezia            | Divisione Nazionale | 12         | 2          |
| 1928-1929         | Ambrosiana        | Divisione Nazionale | 1          | 0          |
| 1929-1932         | Varese            | Prima Divisione     | 64         | 10         |
| Totale Spezia     | Totale Spezia     |                     | 27         | 2          |
| Totale Ambrosiana | Totale Ambrosiana |                     | 1          | 0          |
| Totale Varese     | Totale Varese     |                     | 64         | 10         |
| Totale carriera   | Totale carriera   |                     | 1          | 0          |

## Palmarès

### Club
- Seconda Divisione: 1

Saronno: 1927-1928